# U 460
U 460 war ein U-Boot des Typs XIV der deutschen Kriegsmarine im Zweiten Weltkrieg.

## Geschichte
Der Bau wurde am 14. Mai 1940 in Auftrag gegeben und mit der Kiellegung am 30. November 1940 unter der Baunummer 291 bei der Deutsche Werke AG begonnen. Nach dem Stapellauf am 13. September 1941 wurde das Boot Weihnachten 1941 unter Kapitänleutnant Friedrich Schäfer in Dienst gestellt und dann als U-Versorger, eine sogenannte „Milchkuh“, eingesetzt. Anfang/Mitte August 1942 wurde Schäfer durch Kapitänleutnant Ebe Schnoor abgelöst.

### Unternehmungen
Bei der ersten Unternehmung fuhr U 460 am 7. Juni 1942 von Kiel aus in das Operationsgebiet im Westatlantik, östlich der Karibik. Am 31. Juli 1942 erreichte das Boot zum Abschluss der ersten Unternehmung St. Nazaire.
Bei der zweiten Unternehmung, beginnend am 27. August 1942 von St. Nazaire aus, war das Boot um die Kapverdischen Inseln im Einsatz. Am 12. Oktober 1942 kam U 460 wieder in St. Nazaire an.
Es folgten weitere Unternehmungen für die Versorgung von anderen U-Booten.
Bei der sechsten und letzten Unternehmung erspähte eine „Avenger“ vom amerikanischen Flugzeugträger Card U 460, das nördlich der Azoren Treibstoff an U 264, U 422 und U 455 abgab. Es folgte der Angriff von 12 Flugzeugen der Typen „Wildcat“ und „Avenger“. U 264 versuchte, das Abtauchen der anderen Boote zu decken, wurde dabei aber schwer getroffen. U 422 und U 460 wurden versenkt, und es gab keine Überlebende (U 422: 47 Tote, U 460: 62 Tote).

## Kommandanten

### Friedrich Schäfer
Erster Kommandant von U 460 war Friedrich Schäfer. Anfang 1893 in Hannover geboren, trat er im April 1914 als Offiziersanwärter in die Kaiserliche Marine ein, kämpfte im Ersten Weltkrieg mit und stieg bis zum Ende des Krieges zum Leutnant zur See der Reserve auf.
Im August 1939 wurde er für die Kriegsmarine reaktiviert. Als Kapitänleutnant wurde er am 24. Dezember 1941 zum Kommandanten von U 460 ernannt und blieb dies bis 8. August 1942. Anschließend übernahm er das Kommando von zwei weiteren Booten (U A und UD 4). Er wurde am 1. Dezember 1942 zum Korvettenkapitän d. R. z. V. befördert.

### Ebe Schnoor
Am 10. August 1942 übernahm Ebe Schnoor U 460. Er wurde 1895 in Emmelsbüll geboren und wurde am 1. Januar 1943 Kapitänleutnant d. R. Nachdem er am 15. Mai 1942 Kommandant von U A geworden war, folgte Anfang August 1942 der Ringtausch mit Schäfer: Schnoor übernahm U 460 und Schäfer U A. Beim Untergang von U 460 kam er mit der gesamten Besatzung um.